# Ramaria formosa
Corallium formosum · Clavaire jolie, Ramaire élégante
Pour les articles homonymes, voir Clavaire jolie.
Espèce
Ramaria formosa, de son nom vernaculaire la Clavaire jolie ou la Ramaire élégante, est un champignon toxique de la famille des Gomphaceae.

## Synonymes et noms
Ramaria formosa est également désigné via plusieurs synonymes : 
- Clavaria fastigiata Batsch (1783), Elenchus fungorum, p. 137 (nom. illegit.)
- Clavaria coralloides var. purpurea Holmskjold (1790), Beata ruris otia fungis danicis, 1, p. 116, tab. 30
- Clavaria formosa Persoon (1797), Commentatio de fungis clavaeformibus, p. 41 (Basionyme) Sanctionnement : Fries (1821)
- Merisma formosum (Persoon) Sprengel (1827), Systema vegetabilium, Edn 16, 4(1), p. 498
- Clavariella formosa (Persoon) P. Karsten (1882), Bidrag till kännedom af Finlands natur och folk, 37, p. 185
- Corallium formosum (Persoon) G. Hahn (1883), Der pilzsammler; oder, Anleitung zur kenntniss der wichtigsten pilze Deutschlands und der angrenzenden länder, Edn 1, p. 72
- Clavaria formosula Britzelmayr (1887), Bericht des naturwissenschaftlichen vereins für schwaben und Neuburg, 29, p. 287, fig. 18
- Clavaria densa Peck (1888) [1887], Annual report of the New York state Museum of natural history, 41, p. 79
- Ramaria formosa  (Persoon) Quélet (1888), Flore mycologique de la France et des pays limitrophes, p. 466 (nom actuel)

### Noms vernaculaires
L'un des noms d'usage les plus courant de Ramaria formosa est clavaire jolie. Ce champignon est également connu sous le nom de ramaire jolie, clavaire élégante et ramaire élégante.

## Description
Le sporophore de la clavaire jolie a la forme d'un buisson aux branches coralloïdes. Il mesure entre 7 et 30 cm de haut et 6 à 15 cm de diamètre. Ramaria formosa peut être d'une couleur blanchätre à saumonnée avec parfois de légères pointes de jaune sur le sommet des rameaux.
La chair de ce champignon est blanche voire rosatre, molle et cassante. Elle peut devenir quant elle est sèche.
Il fructifie entre septembre et décembre.

## Habitat et répartition
La clavaire élégante est présente sur une grand majorité du continent européen. On la retrouve également en Russie, en Géorgie, en Corée du Sud, au Japon, en Chine et au Népal, en Asie. Elle est également présent au Canada, aux États-Unis et au Mexique.